# Umm al-Jimāl
Umm al-Jimāl (Arabisch: ام الجمال, “Moeder van Kamelen”) is een dorp in het noorden van Jordanië 17 kilometer ten oosten van Mafrak. Het is vooral bekend vanwege de ruïnes van een Byzantijnse en vroeg-islamitische stad die duidelijk zichtbaar zijn boven de grond, evenals een ouder Romeins dorp (lokaal aangeduid als al-Herri) gelegen ten zuidwesten van de Byzantijnse ruïnes.

## Overzicht
Umm al-Jimāl is een groot dorp in het noorden van Jordanië op minder dan 10 km van de Syrische grens. Het ligt in de Hauran, de noordelijke woestijnregio van het land die zich verderzet in Syrië. Ondanks deze dorheid is Umm al-Jimāl verrassend goed geschikt voor landbouw en de economie is grotendeels gebaseerd op landbouw en veeteelt. Midden in het moderne Umm al-Jimāl liggen de ruïnes van een oud dorp. De ruïnes dateren uit de Nabateeïsche tot Abbasidische periode. De aardbeving van circa 749 na Chr. richtte grote schade aan, maar de gemeenschap overleefde tot ver in de Abbasidische periode. In het begin van de twintigste eeuw werd het gebied herbevolkt door de Druzen en daarna door de bedoeïenenstam Msa'eid.

## Geschiedenis
Het dorp Umm al-Jimāl ontstond in de eerste eeuw na Christus als een landelijke buitenwijk van de oude Nabateese hoofdstad Bosra. Een aantal Griekse en Nabateese inscripties gevonden op de site dateren het dorp uit deze tijd. In de eerste eeuw werd de bevolking geschat op 2.000-3.000 mensen. Bij de stichting van Arabia Petraea in 106 na Christus namen de Romeinen het dorp over toen keizer Trajanus de omliggende gebieden inlijfde bij het rijk. In het dorp richtten de Romeinen een aantal gebouwen op, waaronder het Praetorium en het grote reservoir bij het castellum. Na de opstand van koningin Zenobia in 275 bouwden de Romeinen onder andere een fort (Tetrarchisch castellum) dat onderdak bood aan een militair garnizoen. Toen de Romeinse invloed in het gebied geleidelijk afnam, werd het gebied weer een plattelandsdorp. Tijdens de 5e en 6e eeuw floreerde Umm al-Jimāl als landbouw- en handelsstad waar de bevolking toenam tot naar schatting 4.000-6.000 mensen. Na de moslimveroveringen van de 7e eeuw nam de bevolking van het dorp echter af, ook al bleven er bouwprojecten en renovaties plaatsvinden. Rond 749 verwoestte een aardbeving een groot deel van het gebied en Umm al-Jimāl werd net als andere steden en dorpen verlaten. Het dorp bleef bijna elfhonderd jaar onbewoond tot de moderne gemeenschap zich in de twintigste eeuw ontwikkelde.

### Prehistorie
Er is weinig bekend over de prehistorie in Umm al-Jimāl, afgezien van de enkele verspreide overblijfselen van wat nederzettingen lijken te zijn van nomadische jager-verzamelaarsstammen. Op sommige van deze plaatsen is het mogelijk om stenen te vinden voor het hakken van vuursteen en enkele prehistorische werktuigen. In de nabijgelegen wadi's zijn resten gevonden van vliegers, grote dierenvallen. De prehistorische mensen gebruikten deze om grote groepen dieren in één keer te vangen.

### Nabateeërs
De Nabateeërs waren de eersten die permanente nederzettingen bouwden in het gebied in de eerste eeuw na Christus. De nederzetting was voornamelijk een boerengemeenschap en een handelspost die afhankelijk was van Bosra, de nabijgelegen hoofdstad van de Nabateeërs. Hoewel het bewijs voor dit dorp slechts in fragmenten bewaard is gebleven, zijn er talrijke Nabateese inscripties uit deze periode, voornamelijk grafstenen. Minstens twee mannen die hierop vermeld staan, maakten deel uit van de gemeenteraad van Bosra.

### Vroeg Romeins
Terwijl de Romeinen hun verovering van de omliggende gebieden voortzetten, zag de Nabateese koning de ondergang van zijn staat als onvermijdelijk, dus stond hij zijn koninkrijk af aan de Romeinse keizer Trajanus in 106 na Christus. De Romeinen noemden het nieuw verworven territorium Arabia Petraea en stichtten prompt lokale overheden. Het Praetorium werd mogelijk voor dit doel gebouwd in de derde eeuw na Christus.

### Laat Romeins
Alles veranderde na de opstand van koningin Zenobia van Palmyra in 275 na Christus. De lokale bevolking mocht zichzelf niet langer besturen, maar moest zich onderwerpen aan een harde buitenlandse overheersing. Door de ligging aan de rand van het Rijk werd Umm al-Jimāl een militaire buitenpost, compleet met garnizoen en een nieuw fort uit het Tetrarchische tijdperk. Toen de Romeinse keizerlijke macht begon af te nemen, verloor dit eerdere castellum zijn militaire functie en Umm al-Jimāl veranderde geleidelijk van een militaire post in een burgerstad. Paradoxaal genoeg werd deze verandering vanuit het oogpunt van de lokale Arabische bewoners van de Hauran eerder gezien als een bevrijding dan als een achteruitgang.

### Byzantijns
De Romeinse provinciale bestuurders werden in de vijfde eeuw vervangen door Byzantijnse heersers. Een van de heersers, Dux Pelagius, bouwde kleinere militaire kwartieren. Deze kwartieren vormden het latere castellum, dat nu bekend staat als de kazerne. Toen de lokale bevolking zich geleidelijk bekeerde tot het christendom, groeide de stad weer uit tot een welvarende landbouw- en handelsgemeenschap. De 150 huizen die er nu nog staan werden in deze periode gebouwd, de vijfde en zesde eeuw. In de zesde eeuw was er een explosie van kerkbouw, waarvan er vandaag de dag nog 15 te zien zijn. De bevolking bleef groeien en bereikte naar schatting 6.000 inwoners. In de zevende eeuw werd de macht in de regio echter overgedragen aan het islamitische Omajjaden-rijk.

### Omajjaden
Het islamitische tijdperk in Umm el-Jimal begon in 640 toen de Rashidun Kaliefen de controle over het gebied overnamen. Er werden veel verbouwingen uitgevoerd om de gebouwen aan te passen aan hun eigen behoeften. Het Praetorium en Huis XVIII zijn voorbeelden van gebouwen die werden omgebouwd tot woningen, terwijl Huis 53 mogelijk werd omgebouwd tot moskee. Ondanks dit alles nam de bevolking af en werd de site langzaam verlaten met behulp van een aardbeving rond 749 die veel gebouwen verwoestte en veel van de architectuur uit balans bracht. De site werd volledig verlaten onder de Abbasidische Kaliefen in de negende eeuw.

## Archeologie
Umm al-Jimāl werd herontdekt in de negentiende eeuw, in een tijd van westerse interesse in oudheden. Het eerste systematische onderzoek werd voltooid door de expeditie van Princeton University naar Zuid-Syrië in 1905 en 1909. Het eerste geregistreerde bezoek aan de site was van William John Bankes (1786-1855) in 1818, die een korte beschrijving van Umm al-Jimāl maakte. Tussen 1818 en 1905 passeerden veel westerlingen de site en maakten een paar opnames, maar ze waren allemaal kort en niet overtuigend. Howard Crosby Butler leidde de Princeton expeditie en zijn papieren (PES II: 151) bevatten een uitgebreider verslag van degenen die tussen 1818 en 1905 naar Umm al-Jimāl kwamen. Butler bleef twee weken op de site om de site in kaart te brengen en diagrammen te tekenen van verschillende gebouwen. Butler's werk is van onschatbare waarde gebleken om anderen naar de site te leiden en om verdere interesse te wekken voor het bestuderen van de site. Zijn onderzoek uit 1905 legde de basis voor het veldwerk dat vandaag de dag nog steeds wordt uitgevoerd.
G. Corbett kwam in 1956 naar Umm al-Jimāl om de Julianoskerk te bestuderen en veel van zijn werk corrigeerde de fouten die Butler had gemaakt. Corbett verfijnde ook hoe er tegenwoordig over Umm el-Jimal wordt gedacht door aan te tonen dat veel van de gebouwen werden gebouwd met hergebruik van stukken van eerdere gebouwen. In 1972 begon Bert de Vries van het Calvin College met uitgebreide werkzaamheden in Umm al-Jimāl. Het oude dorp werd verder in kaart gebracht en er werd gedetailleerd werk verricht om de theorieën over de aard en geschiedenis van het dorp te verfijnen. Het werk omvatte ook conserveringspraktijken. In 1977 werden de muren van de kazerne verstevigd met cement om instorting te voorkomen. Het poortgebied van Huis XVIII werd in 1983 ook versterkt met modern cement. Tussen 1972 en 1998 werden opgravingen uitgevoerd tijdens veldwerk, maar de aard van de opgravingen was gericht op onderzoek en niet op het blootleggen van begraven ruïnes. Sinds 1998 concentreert het werk zich op de presentatie en visuele documentatie van de site. Sinds 2009 wordt er gewerkt aan een betere presentatie van de site voor het publiek. Een belangrijk onderdeel van deze inspanningen is de ontwikkeling van een virtueel museum met rondleidingen op de site, een compilatie van het onderzoek en de publicaties, en de presentatie van het erfgoed van de moderne gemeenschap en haar relatie tot de oudheden.
In 2014 werd de site zwaar beschadigd door grafrovers. Aangestoken door geruchten over goud hebben plunderaars veel tombes vernield. “De plunderaars zijn niet alleen op zoek naar goud, maar ook naar keramiek, glaswerk, lampen, metselwerk en juwelen, die allemaal snel hun weg vinden naar de wereldwijde antiekhandel."

## UNESCO Werelderfgoed
In 2022 werd een aanvraag ingediend voor de status van UNESCO-werelderfgoed. In juli 2024 werd Umm al-Jimāl toegevoegd aan de werelderfgoedlijst toegevoegd als "Umm Al-Jimāl" tijdens de 46e sessie van de Commissie voor het Werelderfgoed in India. De motivatie luidde: "De erkende site is een landelijke nederzetting in het noorden van Jordanië die zich organisch ontwikkelde op de plaats van een eerdere Romeinse nederzetting rond de 5e eeuw CE en functioneerde tot het einde van de 8e eeuw CE. Het bewaart basaltstructuren uit de Byzantijnse en vroege islamitische perioden die de lokale architectuurstijl van de regio Hauran vertegenwoordigen, met enkele eerdere Romeinse militaire gebouwen die door latere bewoners zijn hergebruikt. De nederzetting maakte deel uit van een breder agrarisch landschap dat een complex waterwinningssysteem omvatte, dat de landbouw en het hoeden van dieren in stand hield. De vroegste bouwwerken die in Umm Al-Jimāl zijn blootgelegd, dateren uit de 1e eeuw na Christus, toen het gebied deel uitmaakte van het Nabatese koninkrijk. Een rijk epigrafisch corpus in het Grieks, Nabateeërs, Safaitisch, Latijn en Arabisch dat op de site is ontdekt en vele eeuwen beslaat, geeft inzicht in de geschiedenis en werpt licht op de veranderingen in de religieuze overtuigingen van de inwoners."
Petra ·
Quseir Amra ·
Um er-Rasas ·
Wadi Rum ·
Doopsite "Bethanië aan de overzijde van de Jordaan" (Al Maghtas) · 
Salt - De plaats van tolerantie en stedelijke gastvrijheid · 
Umm al-Jimāl